# Chora, me Liga
"Chora, Me Liga" es una canción del dúo sertanejo João Bosco & Vinícius, lanzada en 2009. La canción fue extraída del álbum Curtição y fue contada como el segundo sencillo del álbum. En 2011, la canción fue elegida para formar parte de la banda sonora de la telenovela Morde & Assopra, presentada por Rede Globo.

## Antecedentes y composición
En entrevista con el blog Universo Sertanejo, Euler Coelho, compositor de la canción, reveló que no se autorizó ninguna grabación de la canción que no sea la realizada por el dúo João Bosco & Vinícius. La canción podría ser parte del repertorio del dúo Bruno & Marrone, pero la experiencia de Euler, quien también es manager y productor, vio que la canción "fue hecha" para el dúo João Bosco & Vinícius: en las voces de Bruno & Marrone probablemente sería solo uno más.
El productor Dudu Borges lanzó un video en su canal oficial de YouTube donde el empresario y compositor Euler Coelho contó cómo se le ocurrió la idea de la creación de la letra de 'Chora, Me Liga', que por cierto fue una forma muy inusual.

"Me enjaboné la cabeza y usé el jabón para escribir la letra del coro en la caja."

## Lista de canciones
| N.º | Título           | Duración |  |
| 1.  | «Chora, Me Liga» | 4:09     |  |

## Desempeño comercial
Tema más reconocido del CD "Curtição" y sin duda el mayor éxito de su carrera, en 2009, cuando se presentó a Brasil, la canción fue la más escuchada entre todas las estaciones de radio brasileñas. Un año después, fue lanzado por ECAD como la canción más interpretada en conciertos del año. En ese momento, la lista estaba encabezada por dúos del llamado sertanejo universitario, como Víctor & Leo ("Mariposas" y "Dios y yo en el Sertão "), Fernando & Sorocaba ("Paga Pau") y César Menotti. Y Fabiano ("Tarde Demais"). El tradicional sertanejo está presente con Bruno & Marrone, Zezé Di Camargo & Luciano y Leonardo. En 2010, la canción ganó el premio Digital Music Award en la categoría de música más vendida.
Por primera vez una canción brasileña estuvo en el TOP 10 de Argentina y Paraguay, según críticos en el tema fue la canción más grande que existió en el llamado novo sertanejo ("universidad"), realmente una canción para bajar en historia.

## Otras versiones
Varios artistas del noreste volvieron a grabar la canción por su letra y melodía. También ganó una versión pagoda (Pique Novo), remixes e incluso una versión dance (Richard Cabrera feat. Victoria). Ya en el extranjero, la música fue regrabada por varias personalidades, a continuación se muestra una parte de estos artistas:
- Grupo Play
- Alejandro Palacio
- Oscar Bonilla
- Andy
- Sonido Professional
- La Champions Liga
- Los Palmeras

## Desempeño en las paradas
| Paradas (2009-2010)                  | Mejor Posición |
| ------------------------------------ | -------------- |
| Brasil - (Billboard Hot 100 Airplay) | 4              |

## Premios y nominaciones
| Año  | Premio                   | Categoría          | Resultado |
| ---- | ------------------------ | ------------------ | --------- |
| 2010 | Premio de Música Digital | Música Más Vendida | Venezuela |